# Detektiv Conan/OVAs
Dies ist eine Liste über die verschiedenen OVAs (Original Video Animations) der Detektiv Conan-Serie.

## Episodenliste
| Nummer | Übersetzter Titel                                              | Originaltitel Titel in Rōmaji                                                                        | Veröffentlichung |
| ------ | -------------------------------------------------------------- | --- | ---------------- |
| 1      | Conan vs. Kid vs. Yaiba                                        | 名コナンvsキッドvsヤイバ 宝刀争奪大決戦!! Konan vs Kiddo vs Yaiba hōtō sōdatsu daisakusen!!          | 2000             |
| 2      | 16 Verdächtige!?                                               | 16人の容疑者!? 16-nin no yōgisha!?                                                                   | 2002             |
| 3      | Conan, Heiji, und das vermisste Kind                           | コナンと平次と消えた少年 Konan to Heiji to kieta shōnen                                              | 2003             |
| 4      | Conan, Kid und die Kristallmutter                              | コナンとキッドとクリスタル・マザー Konan to Kiddo to kurisutaru mazā                                 | 2004             |
| 5      | Das Ziel ist Kogoro! Das Geheimprojekt der Detective Boys      | 標的は小五郎!! 少年探偵団マル秘調査 Hyōteki wa Kogorō!! Shōnen tantei-dan maru hichōsa               | 2005             |
| 6      | Folge dem verschwundenem Diamanten! Conan & Heiji vs. Kid!     | 消えたダイヤを追え! コナン・平次vsキッド! Kieta daiya o oe! Konan ・ Heiji vs Kiddo!                 | 2006             |
| 7      | Eine Aufgabe von Agasa! Agasa vs. Conan und die Detective Boys | 阿笠からの挑戦状! 阿笠vsコナン&少年探偵団 Agasa kara no chōsenjō! Agasa vs Konan & Shōnen tantei-dan | 2007             |
| 8      | Das Fallbuch der Oberschuldetektivin Sonoko Suzuki             | 女子高生探偵 鈴木園子の事件簿 Joshi kōsei tantei Suzuki Sonoko no jikenbo                            | 2008             |
| 9      | Der Fremde in 10 Jahren                                        | 10年後の異邦人 10-nen-go no ihōjin                                                                   | 2009             |
| 10     | Kid auf der Falleninsel                                        | KID in TRAP ISLAND                                                                                   | 2010             |
| 11     | Geheimanweisungen aus London                                   | ロンドンからの㊙指令 Rondon kara no hishirei                                                         | 2011             |
| 12     | Das Wunder des Excalibur                                       | えくすかりばあの奇跡 Ekusukaribaa no kiseki                                                          | 2012             |